# Elizabeth A. Eaton

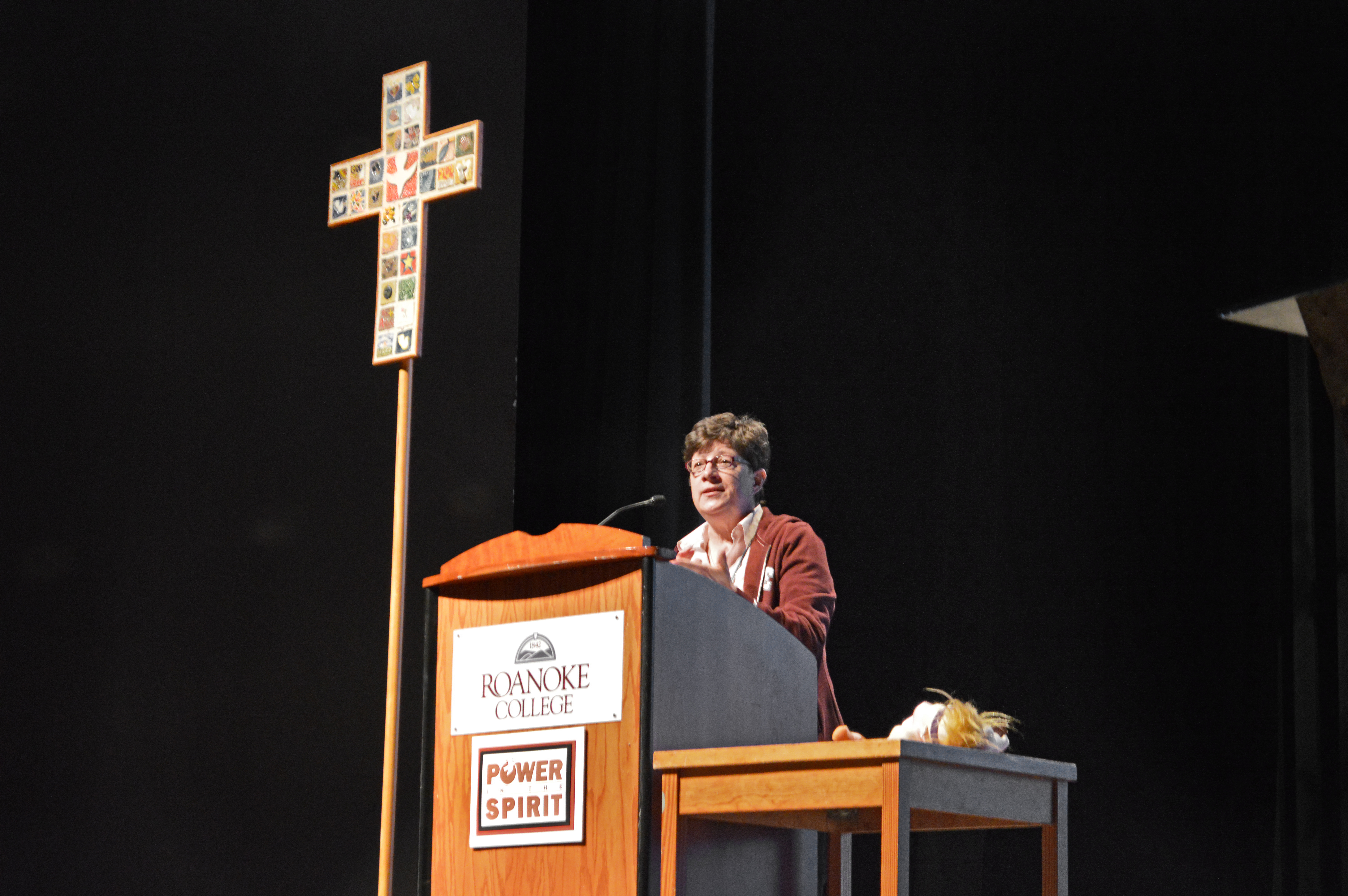
Bischof Elizabeth Eaton spricht auf der Power in the Spirit-Konferenz auf dem Campus des Roanoke College

Elizabeth A. Eaton (* 2. April 1955 in Cleveland, Ohio) ist eine US-amerikanische lutherische Bischöfin. Sie ist Leitende Bischöfin der Evangelical Lutheran Church in America (ELCA).
Eaton studierte am College of Wooster, wo sie einen Bachelor-Grad in Musikerziehung erwarb, und an der Harvard Divinity School, wo sie mit dem Master of Divinity abschloss. Nach der Ordination im Jahr 1981 arbeitete sie in Gemeinden der ELCA in Worthington (Ohio), Youngstown (Ohio) und  Ashtabula, bis sie im Januar 2007 das Amt als Bischöfin der Northeastern Ohio Synod in der ELCA antrat. Am 14. August 2013 wurde sie von der Churchwide Assembly der ELCA zur Leitenden Bischöfin gewählt. Sie setzte sich dabei mit 600 zu 287 Stimmen gegen den bisherigen Amtsinhaber Mark Hanson durch. Das Amt als Leitende Bischöfin trat sie am 1. November 2013 an. Am 6. August 2019 wurde sie für weitere sechs Jahre wiedergewählt.
Eaton ist mit Conrad Selnick, einem Priester der Episkopalkirche der Vereinigten Staaten von Amerika verheiratet. Das Paar hat zwei Töchter.
Das Luther College in Decorah, Iowa, zeichnete Eaton 2017 mit der Ehrendoktorwürde aus.